# Iglesia de San Servando (Aldeanueva del Camino)
La iglesia de San Servando es un templo parroquial católico ubicado en el municipio español de Aldeanueva del Camino, en la provincia de Cáceres.
Es una de las dos iglesias que forman la parroquia del pueblo en la diócesis de Coria-Cáceres. Hasta 1959 era el templo parroquial de la parte de Aldeanueva ubicada al noroeste de la Vía de la Plata, pues el resto del municipio pertenecía a la diócesis de Plasencia. El edificio, que data del siglo XVI, se halla en una plazuela ubicada entre la calle Severiano Masides y la travesía local de la carretera nacional N-630.

## Historia
La parroquia tiene su origen en la Reconquista, cuando el área de Aldeanueva del Camino fue conquistada tanto por el reino de León como por el reino de Castilla, cuya frontera la marcaba en esta zona la Vía de la Plata. Comenzaron a construirse viviendas a ambos lados de la frontera, y en cada parte se formó un lugar al que hubo que darle una parroquia separada. La necesidad de mantener dos estructuras se mantuvo tras la unificación de la Corona de Castilla en 1230, pues la parte leonesa había sido asignada a las tierras de Granadilla y diócesis de Coria y la parte castellana a la tierra de Plasencia y diócesis de Plasencia. La actual Aldeanueva del Camino no se organizó como un municipio unificado hasta 1834.
La iglesia de San Servando fue construida para dar servicio a la parte occidental de Aldeanueva, perteneciente en su origen a la diócesis de Coria, conocida localmente como la "parte de abajo" del pueblo. El edificio actual data del siglo XVI, aunque fue reedificado y ampliado en 1720. Según el diccionario de Madoz, de mediados del siglo XIX, esta iglesia no funcionaba como una parroquia, sino como un anejo de la parroquia de Santa María Magdalena de La Granja; en aquella época, el párroco de San Servando tenía entre sus funciones encargarse de la iglesia de Valdelamatanza, aunque dicho pueblo dependía oficialmente de la parroquia de San Nicolás de El Cerro.
Hasta mediados del siglo XX, Aldeanueva del Camino seguía conservando la división en dos diócesis como un vestigio de su origen, situación que por el mismo motivo compartía el vecino municipio de Baños de Montemayor. El Concordato entre el Estado español y la Santa Sede de 1953 obligó a la modificación de los límites de las diócesis católicas españolas para evitar situaciones arcaicas, por lo que en 1959 se llegó a un acuerdo para ajustar los límites en el valle del Ambroz: Baños de Montemayor se integró totalmente en la diócesis de Plasencia y las dos iglesias parroquiales de Aldeanueva del Camino formaron una sola parroquia en la de Coria, ahora llamada diócesis de Coria-Cáceres por obligar el citado concordato a establecer una segunda sede episcopal en la capital provincial.

## Descripción
Es una fábrica de mampostería con algunos elementos de cantería, con recios estribos. Su estilo es tardogótico, aunque con elementos propios de la arquitectura religiosa que se conserva de la época en la actual Extremadura. La capilla mayor y el campanario tienen piedra vista en la fachada; en el resto del edificio predomina el revestimiento con esgrafiado simulando sillares. La nave es bastante más ancha que la capilla mayor y está dividida en tres tramos por arcos de medio punto de piedra, sobre columnas jónicas. Su campanario se ubica junto a la cabecera, en el lado de la epístola; también junto a la cabecera, pero en el lado del Evangelio, se ubica la sacristía. La cubierta es de teja tradicional sobre techumbre de madera. También es actualmente de madera el piso, aunque se cree que este último debió estar antiguamente formado por baldosas. La capilla mayor, delimitada por una pequeña escalinata, tiene planta cuadrada y bóveda de crucería. En la parte de la nave cercana a la cabecera, a cada lado del arco triunfal hay una hornacina en arco de medio punto. A los pies del templo hay un coro.
De entre los bienes muebles del interior del templo, destaca un retablo con quince tablas que representan otros tantos misterios, con una imagen de la Virgen del Rosario en el centro. Las pinturas tienen un estilo próximo a las de Juan de Borgoña y Juan de Juanes, por lo que se calcula que datan del siglo XVI. La talla que encuadra estas pinturas y forma el retablo es de gusto plateresco. Su carácter es artísticamente demasiado destacable si se compara con la escasa relevancia que tenía en aquella época este templo, lo que ha llevado a los historiadores locales a proponer la hipótesis de que procede de un convento desamortizado en el siglo XIX. La Junta de Extremadura rehabilitó el retablo en 2004. Otro elemento singular relevante en este templo es una estela dolménica con cazoletas y líneas convergentes, que se ubica en una de sus portadas.

## Uso actual
A partir de la citada reforma territorial de 1959, los templos parroquiales de Nuestra Señora del Olmo y de San Servando han pasado a organizarse como una única parroquia, perteneciente al arciprestazgo de Granadilla en la diócesis de Coria-Cáceres. La iglesia de San Servando es actualmente el principal templo de la parroquia, pues normalmente acoge misas cinco días a la semana: todos excepto los miércoles y los sábados, donde la misa es en la iglesia de Nuestra Señora del Olmo.
El Plan General Municipal de Aldeanueva del Camino de 2006 protege el edificio como monumento de relevancia local.